# An Oaled
 (février 2024).
Si vous disposez d'ouvrages ou d'articles de référence ou si vous connaissez des sites web de qualité traitant du thème abordé ici, merci de compléter l'article en donnant les références utiles à sa vérifiabilité et en les liant à la section « Notes et références ».
An Oaled, sous-titré Le Foyer breton (oaled signifie âtre en breton) est une revue bilingue français-breton trimestrielle parue de 1929 à 1939 à Carhaix (Finistère). Elle était dirigée par le négociant en boissons alcoolisées François Jaffrennou qui a tenu un rôle important dans le mouvement breton dans la première partie du XXe siècle. Elle peut être caractérisée comme régionaliste et comme anti-nationaliste bretonne.

## Création et administration
Elle prend la suite d'une revue de petit format, mais ayant plus d'une centaine de pages à chaque livraison qui avait pour titre Le Consortium breton et à laquelle elle ressemblait dans tous les aspects : format, typographie, illustrations de couverture et intérieures, manifestement pour créer une continuité la plus évidente possible.
Le Consortium breton était une initiative d'un jeune entrepreneur de Plouguer (commune entourant Carhaix), Jean de Saisy de Keranpuil, qui voulait allier relèvement économique de la Bretagne et mouvement régionaliste.
François Jaffrennou en avait assumé la direction de février 1927 à juillet 1928 et avait décidé de maintenir la formule rédactionnelle en cherchant une autre source de financement, à la suite de la liquidation du groupe d'entreprises appelées le Consortium breton, dont elle était la vitrine. L'ancienne revue était mensuelle et An Oaled sera trimestrielle.
Jaffrennou réunit, avec le concours de Léon Le Berre,  en mars 1929, un groupe de vingt sympathisants  qui devait souscrire chacun à une part d'au moins 1 000 francs pour constituer la société d'édition Armorica, basée à Carhaix. Ces commanditaires voyaient leurs noms inscrits sur la deuxième ou la quatrième page de couverture de chaque numéro. Trois administrateurs furent nommés : Jaffrennou, le docteur Célestin Menguy et le docteur Charles Cotonnec. Après le décès de celui-ci, Louis Le Bourhis le remplaça. Cet arrangement permit une grande longévité et, en 1939, Jaffrennou se félicite d'avoir gardé un nombre stable d'abonnés et d'avoir bien supporté les lois de 1937 qui ont renchéri le fonctionnement.
70 numéros ont paru et, suivant la règle du Gorsedd de Bretagne dont il était le Grand Druide, Jaffrennou annonce, dans le numéro du 3e trimestre, que la publication va s'interrompre, à la suite de l'annonce de la guerre de 1939-1945.

## Politique éditoriale
Le public visé est un public cultivé et il ne s'agit pas d'atteindre la masse du public lui-même, car François Jaffrennou estime que son rôle est de parler de spiritualité et non pas de matérialité. Il laisse cette tâche à d'autres.
Le but est de réunir les notables et les intellectuels, en temps ordinaire, et de toucher le public par des « festivals bretons » ou des « fêtes interceltiques » qui n'ont d'autres buts que de toucher l'esprit des gens communs en leur faisant apprécier les richesses culturelles et autres de la Bretagne.
Les sujets abordés sont si variés que la revue peut être qualifiée d'encyclopédique, car aux pièces littéraires (poésies, nouvelles, romans feuilleton, pièces de théâtre) s'ajoutent des articles d'économie, d'histoire, d'héraldique, de politique, etc.). Les arts plastiques y sont peu représentés.
Mais, puisque les commanditaires et les administrateurs sont, soit impliqués dans la Fédération régionaliste de Bretagne (FRB),  soit dans l'Union régionaliste bretonne et beaucoup dans la Gorsedd de Bretagne, François Jaffrennou indique que les activités de ces trois associations seront rapportées dans la revue. En fait, la FRB et la Gorsedd auront An Oaled comme unique organe de presse. Les réunions non-publiques de la Gorsedd (appelées Gorsedd kuz), sont rapportées en détail en breton, juste avant le récit des cérémonies publiques annuelles. La liste des nouveaux bardes investis y est donnée à la suite.
Le breton tient une place importante, mais assez minoritaire.
L'un des aspects qui ont pu contribuer au succès relatif est l'aspect chronique de la Bretagne et du mouvement breton que lui imprime Jaffrennou.
Comme il l'avait fait dans Le Consortium breton, celui qui est alors considéré comme la personnalité la plus éminente du régionalisme breton, publie à deux ou trois reprises des morceaux choisis des lettres qu'il avait reçues dans ses jeunes années au moment du lancement de l'Union régionaliste bretonne et de la Gorsedd de Bretagne en 1898-1902.
Dans le même esprit de rappel de la genèse du mouvement breton au XIXe siècle, il publie des extraits de lettres de Gabriel Milin et de Guillaume Le Jean qui font suite à la publication d'une partie des lettres d'Olivier Souêtre à Jean-Pierre Le Scour dans Le Consortium breton.
Dans chaque numéro, au moins une dizaine de pages sont consacrés à des échos de la vie en Bretagne (rubrique : « La Vie bretonne »), politique, économique ou culturelle et à des annonces de naissances, mariages ou décès, dans les familles de personnalités bretonnes, mais certaines qui mentionnent des notables ce la région de Carhaix relèvent de relations personnelles de Jaffrennou.
Des nécrologies, parfois liées à l'érection par souscription d'un monument, honorent le souvenir de Sir Robert Mond, Théodore Botrel et d'autres.
Une rubrique de « bibliographie », parfois signée du « directeur », sur un mode systématiquement élogieux, rend compte des publications écrites par des amis ou concernant la Bretagne.

## Régionalisme contre indépendantisme: la bataille contreBreiz Atao
François Jaffrennou et ses amis ont comme devise "Bretons en France et Français à l'étranger" et ils ne veulent en aucun cas séparer la Bretagne de la France. Soutenant l'idée du panceltisme, ils ne nourrissent aucun projet d'union politique avec les frères de l'autre côté de la Manche. Leur but est de donner plus de libertés à la Bretagne, à l'intérieur de la France.
Ils donnent des nouvelles du Parti autonomiste breton sans les commenter, mais l'apparition en 1932 du Parti nationaliste breton mené par Olivier Mordrel et François Debeauvais leur fait quitter leur apparente neutralité.
Les attentats de Rennes et d'Ingrandes sont décrits d'après les récits de la presse et sans indulgence pour leurs auteurs présumés. Le fait que Mordrel, fils de général, soit un capitaine de réserve, est visiblement cité comme un trait négatif, dévoilant un esprit de traîtrise.
Les accrochages avec les Camelots du roi ou les communistes (après le revirement de ceux-ci qui les soutenaient en 1932) sont rapportés de manière satirique.
En 1933, lors du « congrès bardique » à Plestin-les-Grèves, François Jaffrennou donne les «  trois attitudes » que doivent avoir les bardes : « Patriotisme, Pacifisme, Loyalisme » . Si la première concerne la Bretagne  dans la France, la troisième  concerne la France, car dans An Oaled, on commémore les sacrifices des soldats de 1914 et on rend hommage à leur patriotisme dans la défense du pays, et l'on célèbre Jeanne d'Arc en français et en breton.
À la veille de la guerre de 1939, l'interdiction du Parti national breton et de son journal Breiz Atao est clairement approuvée, pour le motif que Debeauvais et Mordrel ont pris des contacts avec l'Allemagne nazie.
Les adversaires ripostent durement dans Breiz Atao, moquant les bardes et les autres régionalistes comme des gens d'un autre âge et leur reprochant leur loyalisme à la France. Jakez Riou, talentueux auteur en breton, en fait le prétexte à une pièce de théâtre burlesque, Gorsedd digor (La Gorsedd mise au jour).
Cette lutte politique contre le nationalisme breton a compté beaucoup dans le fait que François Jaffrennou ait été fait chevalier de la Légion d'honneur en 1938.